# مدرسة الظهران
مدرسة الظهران هي مدرسة دولية يملكها ويديرها قطاع مدارس أرامكو السعودية. تعد المدرسة جزءا من مدارس أرامكو السعودية للمغتربين. تقبل مدرسة الظهران أطفال موظفي شركة أرامكو السعودية فقط، وتُوفر التعليم من رياض الأطفال وحتى الصف التاسع. مدرسة الظهران مجانية لجميع أطفال موظفي أرامكو السعودية. تقع مدرسة الظهران داخل معسكر أرامكو السعودي السكني في الظهران الذي تديره شركة أرامكو السعودية، داخل نفوذ المنطقة الشرقية في المملكة العربية السعودية. تنقسم المدرسة إلى مدرسة تلال الظهران ومدرسة الظهران المتوسطة، حيث تحتوي مدرسة تلال الظهران على الأطفال من رياض الأطفال وحتى الصف الرابع، بينما تتستضيف مدرسة الظهران المتوسطة الطلاب بين الصف الخامس والتاسع. تميمة مدرسة تلال الظهران هي الحصان العربي، في حين أن تميمة مدرسة الظهران المتوسطة هي القط البري. 

## التاريخ
تم افتتاح المدرسة لأول مرة في عام 1940  لتلبية الاحتياجات التعليمية للأطفال الذين كان آباؤهم يعملون لدى شركة أرامكو السعودية (ARAMCO). 
تقع كل من مدرسة تلال الظهران ومدرسة الظهران المتوسطة في حرم جامعي منفصل، وكلاهما يقع داخل معسكر أرامكو السعودي السكني في الظهران. 
يحتوي حرم مدرسة تلال الظهران على 3 مبان ويضم الصفوف الدراسية من رياض الأطفال وحتى الصف الرابع. يحتوي المبنى الأول على جميع أقسام الصف الثالث. المبنى الثاني هو المبنى الرئيسي ويحتوي على جميع الأقسام الخاصة برياض الأطفال والصفوف 1 و2 و4. يحتوي المبنى الرئيسي أيضا على مكاتب المدرسة وصالة المعلمين والمستشارين. توجد أيضا في الحرم صالة للألعاب الرياضية متصلة بالمبنى الرئيسي تُستخدم في أنشطة التربية البدنية، وتعرف هذه الصالة الرياضية باسم «الصالة القديمة». المبنى الثالث والأحدث عبارة عن صالة رياضية قائمة بذاتها تُعرف باسم «الجيم الجديد»، كما تستخدم هذه الصالة في أنشطة التربية البدنية. تحتضن الصالات الرياضية بعد انتهاء ساعات الدوام المدرسي أنشطة مثل كرة السلة والتايكواندو. 
يحتوي حرم مدرسة الظهران المتوسطة على 6 مبان. المبنى الأول هو المبنى الرئيسي. يحتوي على مزيج من الصفوف 5، و6 و7 و8، وهناك أيضا فئة الصف 9 (9 TD الرياضيات). يحتوي هذا المبنى أيضًا على المكتب الأمامي للمدرسة والمكتب التقني ومكتب المستشارين. توجد صالة ألعاب رياضية متصلة بهذا المبنى تسمى صالة الشارع 3. يحتوي المبنى الثاني على فصول مخصصة للصف الثامن في الطابق الأرضي وللصف السابع في الطابق الأول. 

## المنهاج الدراسي
تتبع المدرسة منهجا أمريكيا معتمدا من قِبل العديد من المنظمات التي تتخذ من الولايات المتحدة مقرا لها، ولكنها تعمل أيضا على تلبية احتياجات الطلاب غير الأميركيين. 

## التقنية
تتوفر المدرستين على أكثر من 20 قاعة مجهزة بالحواسيب. جميع القاعات مجهزة بأحدث التقنيات وجميع الحواسيب مجهزة بنظام التشغيل ويندوز 10، وأجهزة كمبيوتر مكتبية من شركة لينوفو الصينية. المدرسة مجهزة بالكامل بطابعات ثلاثية الأبعاد وقواطع ليزر. تعتمد المدرسة برنامجا للحواسب الشخصية ابتداء من الصف 6، حيث جميع الطلاب في الصف السادس فما فوق مطالبون بإحضار أجهزة كمبيوتر محمولة. يتم استخدام هذه الأجهزة المحمولة من أجل إثراء بيئة التعلم بالمدرسة وتمكين الطلاب من توسيع نطاق تعلمهم باستخدام منصات التعلم الرقمية. تشمل المنصات التي تستخدمها المدرسة Geeter's Sketchpad و PowerSchool Learning وأكاديمية خان و SmartMusic. تحتوي المدرسة أيضا على نطاق جي ميل خاص بها بعنوان saeslearning.com، ويتم تزويد كل طالب وكل عضو من أعضاء هيئة التدريس بعنوان بريدي في هذا المجال. يقوم المكتب التقني للمدرسة بمراقبة جميع استخدامات الأجهزة التقنية ودعمها، ويضم المكتب 6 موظفين يعملون بشكل يومي. 